# Campo Limpo (São Paulo)
Pour les articles homonymes, voir Campo Limpo.
Campo Limpo est un district de la Zone sud de la municipalité de São Paulo, au Brésil.

## Histoire

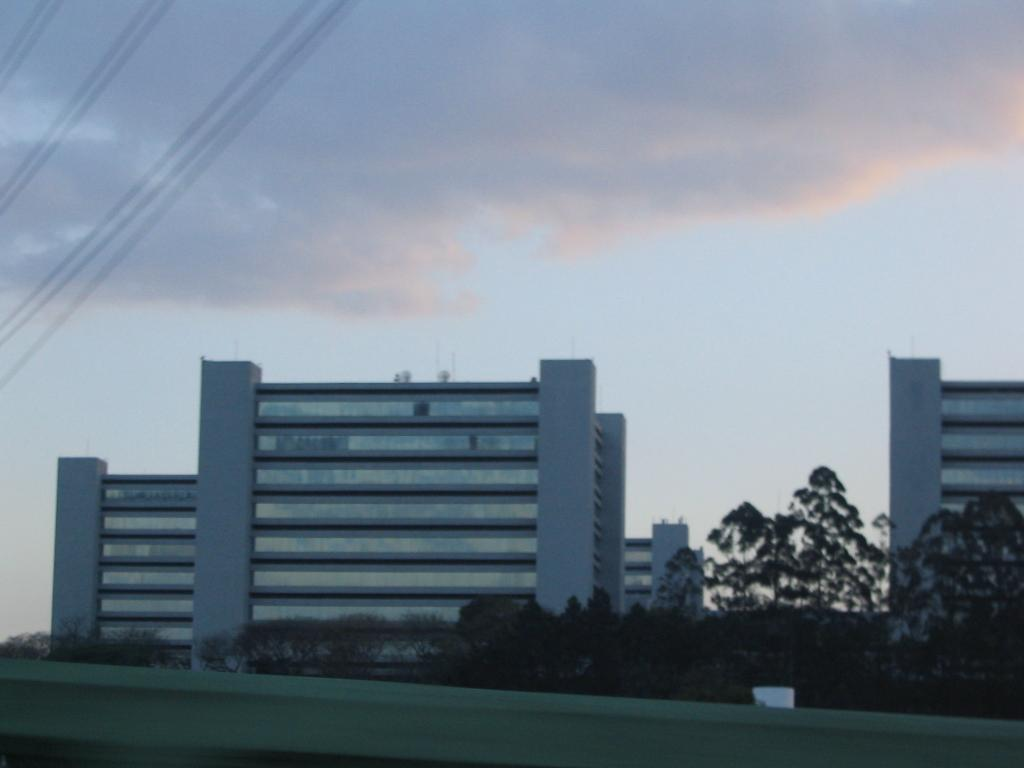
Centro Empresarial de São Paulo

L'une des hypothèses sur l'origine du nom du quartier réside dans le fait que, dans le passé, il y avait une ancienne chácara du Jockey Club de São Paulo à proximité. On sait peu de choses sur la création du quartier, mais les résidents plus âgés pensent que le quartier de Campo Limpo est originaire de Fazenda Pombinhos, propriété de la famille Reis Soares, au milieu de 1937. Plusieurs colonies de Japonais, d'Italiens et de Portugais s'installèrent dans la région, en raison du faible prix des terres à cette époque. Vers 1950, le paysage du quartier était encore peuplé de fermes, de fermes et de poteries. Il y avait aussi trois « secs et humides », une pharmacie, un salon de coiffure, un groupe scolaire en bois et un monastère de l'Église catholique. Les églises de São Judas Tadeu et São José Operário, construites dans les années 1960, sont une référence importante pour la région. L'énergie électrique arrive en 1958, la première ligne de bus est créée en 1963 et le pavage des premières rues commence en 1968.
Dans les années 1960/70, une explosion démographique a commencé dans le quartier. C'est alors que les nouveaux résidents sont arrivés, pour la plupart issus de milieux pauvres et migrants, principalement de l'intérieur de São Paulo et des États des régions du nord-est et du sud du Brésil, s'installant dans la région à partir des années 1960 et 1970.
La région possédait également d'importantes industries, comme l'industrie chimique appelée Poliquima, installée sur la route principale de la région, l'estrada do Campo Limpo. A la fin des années 1980, la société néerlandaise Akzo Nobel, alors simplement Akzo, rachète Poliquima, changeant ainsi de nom. À la fin des années 1990, Akzo quitte Campo Limpo et s'installe à l'intérieur de São Paulo. Jusqu'à aujourd'hui, le terrain y reste inoccupé, un immense espace sur la route la plus importante de la région. Également sur l'estrada do Campo Limpo, on avait l'industrie métallurgique Metafil, qui a fonctionné jusqu'à la fin des années 1990 et aujourd'hui, à sa place, nous avons l'université Anhanguera (ancienne Uniban). Une autre industrie majeure du district qui avait également son siège à l'estrada do Campo Limpo était la multinationale de l'électronique Sharp, qui a fonctionné jusqu'à la fin des années 1990.
La croissance de la région, ainsi que d'autres zones périphériques de la ville, s'est produite plus intensément entre les années 1970 et 1980, sans la planification nécessaire par les organismes publics. À partir des années 1990, le quartier connaît un important boom immobilier avec le lancement de développements résidentiels pour la classe moyenne. Le district, car il est voisin d'autres grands centres commerciaux et de bureaux à croissance rapide, tels que Centro Empresarial São Paulo, la Marginal Pinheiros et la région de l'avenue Engenheiro Luís Carlos Berrini, en plus d'être voisin de quartiers considérés comme nobles, comme Vila Andrade e Morumbi, a commencé à attirer de nouveaux résidents avec un profil différent de celui des résidents qui sont venus dans la première phase d'occupation dans les années 1960. Beaucoup de ces nouveaux résidents ont fait des études supérieures et/ou sont des professionnels libéraux et des habitants de São Paulo d'autres quartiers à la recherche de prix immobiliers moins chers plus proches des nouvelles zones de travail.
À partir de 2001, Campo Limpo a commencé une modeste action de croissance dans les constructions et les installations commerciales et éducatives. Récemment, le quartier a accueilli deux universités privées : Universidade Anhanguera (ancienne Uniban), et en 2006 Faculdade Horizontes, sur le campus du Colégio Concórdia. En plus des supermarchés, des hypermarchés et du Shopping Campo Limpo récemment ouvert, situé dans le district voisin de Capão Redondo. Dans ce dernier, les cinq seuls cinémas de la région et l'agence du Banco do Brasil récemment ouverte sont présents.
Le district de Campo Limpo, aujourd'hui, possède la structure la plus complète de la région, avec Shopping Campo Limpo, Sesc Campo Limpo, Hôpital Campo Limpo, station de métro Campo Limpo, CEU Campo Limpo, large choix d'écoles, Université Anhanguera et faculdade Horizontes, Terminus Campo Limpo, commerce complet avec plusieurs magasins de rue tels que Casas Bahia, Ponto Frio, Pernambucanas, O Boticário, Mc Donald's, Habib's, Ragazzo, Subway entre autres.
Au cours des dernières décennies, le quartier de Campo Limpo a également connu plusieurs transformations culturelles et sociales, reflétant la diversité de sa population. Au fil du temps, la région est devenue un pôle culturel actif, accueillant des événements communautaires, des festivals et des activités artistiques qui attirent les résidents et les visiteurs de différentes parties de la ville. L'intégration entre les différentes cultures présentes, comme les traditions du Nord-Est, de São Paulo et d'autres régions du Brésil, a contribué à créer un environnement riche en manifestations culturelles, célébrées dans des espaces tels que Sesc Campo Limpo et CEU Campo Limpo. Ces lieux jouent un rôle fondamental dans la promotion de la culture et dans l'offre d'activités de loisirs et éducatives à la communauté, consolidant ainsi le quartier comme un centre important de coexistence et de développement social.
Le district est situé à proximité de plusieurs routes importantes de la ville, telles que la Marginal Pinheiros, l'autoroute Regis Bitencourt, Rodoanel, avenue Francisco Morato, estrada de Itapecerica, avenue Morumbi et avenue Giovanni Gronchi.

## Caractéristiques générales
Campo Limpo borde les districts de Vila Sônia, Vila Andrade, Jardim São Luís et Capão Redondo et avec la municipalité de Taboão da Serra à travers le ruisseau Pirajuçara. Le quartier est situé à environ 16 kilomètres de Marco Zero dans la ville de São Paulo, dans la zone sud-ouest. Selon les données des recensements de 1991 et 2000, la population de Campo Limpo est de 191 527 habitants et la densité de population est de 14 963 habitants au kilomètre carré.

## Contrastes sociaux
Le quartier est connu pour la présence d'une grande fracture sociale, avec des personnes à faibles revenus vivant dans des bidonvilles, des logements sociaux, côtoyant des copropriétés horizontales et verticales bourgeoises et moyennes supérieures.
De plus, le quartier possède de vastes zones de commerce populaire et d'activité industrielle en voie de déclin, avec quelques entrepôts et usines encore en activité.

## Investissements publics de l'État
La nouvelle ligne 5 du métro de São Paulo, qui relie Capão Redondo à Chácara Klabin, à Vila Mariana, a été inaugurée le 20 octobre 2002 par le gouverneur de l'époque, Geraldo Alckmin. Le quartier a la station Campo Limpo, qui permet un accès plus rapide aux quartiers de Capão Redondo (Capão Redondo), Jardim São Luís (Vila das Belezas et Giovanni Gronchi), Santo Amaro (Santo Amaro, Largo Treze, Adolfo Pinheiro, Alto da Boa Vista, Borba Gato et au sud de la station Brooklin), Campo Belo (au nord de la station Brooklin et Campo Belo), Moema (Eucaliptos, Moema et AACD-Servidor), Vila Mariana (Hospital São Paulo, Santa Cruz et Chácara Klabin) et les quartiers situé près de Marginal Pinheiros, via l'interconnexion avec la ligne 9–Éméraude de la CPTM à la gare de Santo Amaro. Dans les municipalités d'Embu das Artes et de Taboão da Serra, l'ouverture de la section ouest du Rodoanel, en 2002, a profité au trafic sur les principales voies de circulation de la région de Campo Limpo, éliminant considérablement le flux de camions dans cette zone. Le gouvernement de l'État, en partenariat avec la mairie de São Paulo, a également inauguré plusieurs réservoirs pluviaux entre 2002 et 2006 dans la zone du ruisseau Pirajuçara, minimisant les inondations, un problème chronique dans le district. En 2010, le réservoir de la Sharp a été ouverte sur l'estrada do Campo Limpo, près de la division avec Taboão da Serra.

## Investissements publics municipaux
La maire de l'époque, Marta Suplicy, entre 2003 et 2004, a créé le couloir de bus dans la région de l'avenue Francisco Morato et remodelé les couloirs et les voies exclusives pour les bus réalisés dans les administrations de ses prédécesseurs, Paulo Maluf et Celso Pitta, donnant la priorité aux transports publics dans la région des quartiers de Campo Limpo et Capão Redondo. En 2009, la mairie a inauguré le terminus Campo Limpo, qui dispose de plusieurs lignes de bus qui emmènent les résidents dans différentes régions de la ville. La mairie a également mis en œuvre d'autres améliorations, telles que les Centres éducatifs unifiés, connus comme CEU, qui disposent d'une bibliothèque, de piscines, d'écoles et d'activités éducatives et culturelles pour toute la communauté, et le SESC Campo Limpo, qui propose plusieurs activités sportives et culturelles.

## Terminus Campo Limpo

### Lignes
En 2009, le premier terminal de bus de la région a été inauguré, Terminus Campo Limpo, avec des lignes quotidiennes partant pour Pinheiros, Hôpital des Clíniques, Praça Ramos de Azevedo, Aclimação, Jardim Helga, Jardim Guarujá, Jardim Rosana, Jardim das Rosas, Parque do Engenho, Jardim Maria Sampaio, Jardim Macedônia, Valo Velho, Métro Conceição (permettant l'accès à la respective station), Morumbi Shopping (avec accès à la gare de la CPTM), Parque do Lago, Jardim Mitsutani, Inocoop Campo Limpo, Campo Limpo (Jardim Leônidas), Terminus Capelinha, Métro Santa Cruz (avec accès à la station du même nom), Métro Paraíso (avec accès à la station du même nom), Terminus Bandeira (avec accès à la station Anhangabaú) et Terminus Santo Amaro (avec accès à la station Largo Treze) du métro de São Paulo.
Le remplacement de deux lignes importantes dans la région est également prévu. L'un, qui reliait le district à Barra Funda, avait été désactivé des années auparavant, laissant le quartier exempté d'une connexion importante avec la gare routière de Barra Funda et d'autres lignes de la Companhia Paulista de Trens Metropolitanos. En plus de cela, trois lignes qui donnaient accès à gare de la Luz ont également été désactivées, générant une grande protestation de la part de la population. En réponse, São Paulo Transporte a ouvert une nouvelle ligne vers le quartier, mais elle fonctionne le matin (de 4h00 à 8h00).

### Polémique
La construction du terminal a suscité beaucoup de controverse dans la région, car les gens se sont plaints que les trajets devenaient plus longs et avec des temps d'attente plus longs. La proposition du terminal est de faciliter l'accès aux différentes lignes de la région, qui souffre déjà fortement du manque de transports en commun de qualité.
Les plaintes les plus fréquentes sont liées à l'extinction des lignes qui faisaient l'interconnexion directe entre les quartiers et le centre. Historiquement, la population comptait sur des lignes de bus qui fonctionnaient depuis des décennies et, avec sa fin, il y avait beaucoup de résistance au changement. De plus, le terminus Campo Limpo est devenu un point de passage obligatoire, sans possibilité de lignes directes vers les quartiers de Butantã et Pinheiros.
D'autre part, la SPTrans et la mairie de São Paulo se défendent en justifiant la rationalisation des lignes vers le centre et le métro, permettant un plus grand flux de véhicules, moins d'attente aux arrêts et moins de congestion dans les couloirs de bus de la région ouest.

## Problèmes et difficultés
Malgré les investissements dans les piscines et la canalisation des ruisseaux, la région souffre encore en certains points isolés des inondations et des crues du ruisseau Pirajuçara, notamment en cas de très fortes pluies. Les très fortes pluies, notamment en été, provoquent également des glissements de terrain dans les zones où vivent les familles de façon précaire, presque toujours des zones envahies et à risque connu.
La circulation est également difficile et dense, notamment sur l'avenue Carlos Lacerda, estrada do Campo Limpo et largo do Campo Limpo.

## Diocèse de Campo Limpo
En 1989, le pape Jean-Paul II a choisi le district pour accueillir l'un des nouveaux diocèses issus de l'archidiocèse de São Paulo. Ainsi, la diocèse de Campo Limpo, en tant que diocèse, couvre toute la région de Capão Redondo, Jardim São Luís, Butantã, Morumbi et des municipalités telles que Taboão da Serra, Itapecerica da Serra, São Lourenço da Serra, Embu das Artes, Embu-Guaçu et Juquitiba. En 1997, la cathédrale diocésaine de Campo Limpo, dédiée à la Sainte Famille, a été consacrée.